# Koslanda
Koslanda ist ein Dorf in den Bergen Sri Lankas mit etwa 1500 Einwohnern. Es liegt etwa 700 m ü. NN im Badulla-Distrikt in der Provinz Uva. Koslanda befindet sich an der Hauptstraße A 4, die die Hauptstadt Colombo an der Westküste mit Batticaloa an der Ostküste von Sri Lanka verbindet.

## Etymologie
Der Name Koslanda setzt sich aus zwei Wörtern zusammen. Kos-landa, 'landa' bedeutet in etwa Wald und 'kos' ist der Jackfruchtbaum auf Singhalesisch.

## Bevölkerung
Koslanda ist ein ethnisch und religiös gemischtes Dorf. Singhalesen und Tamilen  leben etwa zu gleichen Teilen dort, die moslemischen Moors sind eine kleine Minderheit. Wie in der gesamten Uva Provinz gestaltet sich das Zusammenleben der Ethnien meist harmonisch, von den Nachwirkungen des Bürgerkrieges im Norden und Osten ist die Region nicht betroffen. Die Einwohner sind etwa zur Hälfte Buddhisten und Hindus, es gibt nur wenige moslemische und christliche Familien. Im Dorfkern von Koslanda existiert ein alter buddhistischer Tempel mit Kloster und ein Hindutempel.
Das Distrikt-Krankenhaus von Koslanda wurde in den 1930er Jahren von den Briten erbaut. An der Stelle befand sich davor eine Gummiplantage. Die Gebäude werden bis heute genutzt. In der Klinik wird die Gesundheitsversorgung der gesamten Region sichergestellt.
Die meisten Einwohner arbeiten auf den Tee- oder Gummiplantagen der Umgebung, bauen Pfeffer oder andere Gewürze an oder betreiben Subsistenzlandwirtschaft. Darüber hinaus gibt es noch einen geringen Anteil an Beschäftigten im Handel- und Dienstleistungsbereich, da Koslanda das Zentrum für ein Dutzend kleinere Dörfer und Siedlungen im Umkreis von etwa zehn Kilometern ist.
Überregional bekannt und ausschließlich ins westliche Ausland exportiert wird der Tee aus den „Koslanda Organic Tea Gardens“. Das milde Bergklima lässt den Tee zu einer ganz besonderen Qualität reifen. Außerdem war die Koslanda Estate eine der ersten Teeplantagen, die auf eine Produktion unter biologischen und fair trade Standards gesetzt haben. Auf der Teeplantage alleine arbeiten rund 600 Angestellte, die meisten davon Tamilen.

## Kinderdorf Little Smile
Das Kinderdorf Mahagedara (bedeutet auf Singhalesisch Stammsitz, Zentrum der Familie) wurde 1999 vom deutschen Fernsehjournalisten Michael Kreitmeir bei Koslanda gegründet, um hier Kindern in Not Heimat und Schutz sowie durch Ausbildung die Chance auf ein besseres Leben geben. Kreitmeir, der als Journalist auch den Bürgerkrieg in Sri Lanka erlebt hat, wollte hier auch ein Modellprojekt schaffen, in dem singhalesische und tamilische Kinder und Erzieher wie eine Familie zusammenleben und lernen. Das Zusammenleben von Kindern aller Religionen in einem Kinderheim bzw. -dorf ist die absolute Ausnahme in Sri Lanka. Im Dorf leben heute zwischen 85 und maximal 100 singhalesische und tamilische Kinder, die meisten von ihnen Halb- oder Vollwaisen. Die Kinder müssen mit Erreichen der Volljährigkeit die Einrichtung nicht verlassen, wie sonst oft in Sri Lanka üblich. Stattdessen haben sie die Möglichkeit eine Ausbildung abzuschließen. Auch Jugendliche aus Koslanda nutzen diese Möglichkeit. Die Kinder leben verteilt auf acht Häuser mit Hausmüttern zusammen. Zum Dorf gehören eine Schule, Ausbildungswerkstätten für Nähen, traditionelle Medizin (Ayurveda), Schnitzen und eine Schreinerei, eine Krankenstation, Wohnhäuser für Angestellte, sowie ein buddhistischer und hinduistischer Tempel und eine Kapelle.  Umgeben sind die 21 Gebäude von Gewürzplantagen wie Pfeffer, Vanille und Zimt sowie Reis- und Gemüsefeldern. Das Kinderdorf hat eine Gesamtfläche von etwa 15 Hektar und ist auf 13 Trassen in der Berglandschaft integriert. Zum Kinderdorf gehört ein Bubenheim, das knapp fünf Kilometer entfernt auf einem Bergrücken in Richtung Poonagala liegt. Jungs, die älter als zwölf Jahre sind, verlassen das Kinderdorf und leben dann mit zwei Betreuerinnen im Bubenheim auf Hill Top.
Wirtschaftliches Partnerprojekt des Kinderdorfes ist die sieben Kilometer entfernte Farm in Dikkapitia. Der Gründer und Leiter der Kinderhilfsorganisation Little Smile Michael Kreitmeir lebt selbst im Kinderdorf. Vom Kinderdorf aus werden auch die anderen Projekte der Organisation wie ein Ausbildungskrankenhaus in Buttala, eine internationale Schule in Kalmunai und ein Kulturzentrum bei Galle, sowie Kinderheime in Badulla, Monaragala und Palugamam verwaltet.
Trägerverein ist die vom sri-lankischen Sozialministerium als wohltätig anerkannte Organisation Little Smile Association.

## Sehenswürdigkeiten
Der Diyaluma-Wasserfall liegt sechs Kilometer entfernt von Koslanda und ist ein beliebtes Ausflugsziel für Einheimische und Touristen. Es gehört mit etwa 200 Metern Höhe zu den höchsten Wasserfällen Sri Lankas.